# Ташо Андонов
Ташо Андонов Дацев е български революционер, деец на Вътрешната македоно-одринска революционна организация.

## Биография
Ташо Андонов е роден през 1865 година в град Струмица, тогава в Османската империя. Завършва IV отделение по взаимоучителния метод. Жени се за Вангелия (Евангелия) Ципушева от Радовиш, дъщеря на Димитър Ципушев. Занимава се с търговия с памук. Активен член е на Радовишката българска община и е училищен настоятел. Става член на ВМОРО и влиза в Радовишкия околийски революционен комитет, като е районен революционен съдия. Под предлог, че ходи на лов, Андонов обикаля и селата и организира и поддържа революционните комитети в тях. Османските власти многократно го арестуват. По време на Обезоръжителната акция на младотурците в 1910 година е жестоко изтезават – бит с тояги и стяган с менгеме.
След като Радовиш попада в Сърбия през 1913 година, през февруари 1915 година сръбските власти го арестуват и изтезават. Андонов прави опит да се самоубие като се хвърля от прозореца, но оцелява и 5 месеца е лекуван. При намесата на България в Първата световна война през октомври 1915 година е арестуван и разкарван по затворите в Щип, Велес, Скопие, Призрен, за да бъде убит в Шар планина от отстъпващите сръбски власти на 15 ноември 1915 година.
Баща е на свещеник Димитър Ташев и на Георги Ташев.
На 19 април 1943 година вдовицата му Евангелия, на 85 години, жителка на Радовиш, подава молба за българска народна пенсия. Молбата е одобрена и пенсията е отпусната от Министерския съвет на Царство България.